# قابل اعتمادها
قابل اعتمادها (به انگلیسی: Dependables) یک فیلم ویدئویی اکشن و خانوادگی به کارگردانی سیدنی جی. فیوری محصول سال ۲۰۱۴ کشور کانادا است.

## داستان
پنج سرباز جوان آمریکایی در افغانستان توسط یک فرمانده جنگ طالبان گروگان گرفته شده‌اند. هنگامی که ارتش آمریکا برای آزادی آنها تلاش می‌کند، یک مادربزرگ و چهار پدربزرگ با سابقه نظامی برای نجات آنها به افغانستان پرواز می‌کنند.

## تولید
فیلمبرداری در تورنتو و سو سنت‌ماری انجام شده‌است.